# Virslīga 2001
L'edizione 2001 della Virslīga fu la 10ª del massimo campionato lettone di calcio dalla ritrovata indipendenza e la 27ª con questa denominazione; vide la vittoria finale dello Skonto Rīga, giunto al suo decimo titolo.
Capocannoniere del torneo fu Mihails Miholaps (Skonto Rīga), con 24 reti.

## Stagione

### Novità
La retrocessa LU-Daugava si fuse con il Policijas per dar vita al PFK/Daugava. Dalla 1. Līga 2000 fu promossa lo Zibens/Zemessardze.

### Formula
La formula rimase immutata: le 8 squadre si incontrarono in due turni di andata e due di ritorno un totale di 28 incontri. Erano assegnati tre punti alla vittoria, un punto al pareggio e zero per la sconfitta.
La squadra ultima classificata retrocedeva in 1. Līga.

## Squadre partecipanti
| Club               | Città      | Stagione precedente                               |
| ------------------ | ---------- | ------------------------------------------------- |
| Dinaburg           | Daugavpils | 4° in Virslīga                                    |
| Metalurgs Liepāja  | Liepāja    | 3° in Virslīga                                    |
| PFK Daugava        | Riga       | 7° in Virslīga come Policijas, 8° come LU-Daugava |
| Rīga               | Riga       | 5° in Virslīga                                    |
| Skonto             | Riga       | Campione lettone                                  |
| Valmiera           | Valmiera   | 6° in Virslīga                                    |
| Ventspils          | Ventspils  | 2° in Virslīga                                    |
| Zibens/Zemessardze | Daugavpils | 1° in 1. Līga, promosso                           |

## Classifica finale
|                     | Pos. | Squadra            | Pt | G  | V  | N | P  | GF | GS  | DR   |
| ------------------- | ---- | ------------------ | -- | -- | -- | - | -- | -- | --- | ---- |
| Lettonia (bandiera) | 1.   | Skonto             | 68 | 28 | 22 | 2 | 4  | 94 | 26  | +68  |
|                     | 2.   | Ventspils          | 67 | 28 | 22 | 1 | 5  | 69 | 21  | +48  |
|                     | 3.   | Metalurgs Liepāja  | 64 | 28 | 20 | 4 | 4  | 60 | 24  | +36  |
|                     | 4.   | Dinaburg           | 50 | 28 | 15 | 5 | 8  | 60 | 29  | +31  |
|                     | 5.   | PFK Daugava        | 38 | 28 | 12 | 2 | 14 | 37 | 38  | -1   |
|                     | 6.   | Valmiera           | 19 | 28 | 5  | 4 | 19 | 28 | 56  | -28  |
|                     | 7.   | Rīga               | 14 | 28 | 3  | 5 | 20 | 25 | 72  | -47  |
|                     | 8.   | Zibens/Zemessardze | 4  | 28 | 1  | 1 | 26 | 11 | 118 | -107 |

### Verdetti
- Skonto Rīga Campione di Lettonia 2001 e ammesso al primo turno preliminare di Champions League.
- Metalurgs Liepaja ammesso al Turno di qualificazione di Coppa UEFA come finalista del vincitore della Coppa di Lettonia 2002.
- Ventspils ammesso al Turno di qualificazione di Coppa UEFA.
- Dinaburg ammesso al primo turno di Coppa Intertoto.
- Zibens/Zemessardze retrocesso in 1. Līga 2002.

## Statistiche

### Classifica cannonieri
| Gol |  |  | Giocatore             | Squadra           |
| --- |  |  | --------------------- | ----------------- |
| 24  |  |  | Mihails Miholaps      | Skonto            |
| 23  |  |  | Aleksandrs Katasonovs | Metalurgs Liepāja |
| 21  |  |  | Davit Chaladze        | Skonto            |
| 20  |  |  | Staņislavs Dubrovins  | Dinaburg          |
| 18  |  |  | Jevgēņijs Landirevs   | Ventspils         |
| 16  |  |  | Vīts Rimkus           | Ventspils         |
| 15  |  |  | Viktors Dobrecovs     | Metalurgs Liepāja |
| 10  |  |  | Māris Verpakovskis    | Skonto            |